# Liste der Kulturdenkmäler in Reitzenhain (Taunus)
In der Liste der Kulturdenkmäler in Reitzenhain sind alle Kulturdenkmäler der rheinland-pfälzischen Ortsgemeinde Reitzenhain aufgeführt. Grundlage ist die Denkmalliste des Landes Rheinland-Pfalz (Stand: 8. Dezember 2023).

## Einzeldenkmäler
| Bezeichnung         | Lage                 | Baujahr                  | Beschreibung | Bild |
| ------------------- | -------------------- | ------------------------ | --- | ---- |
| Wohnhaus            | Ortsstraße 15 Lage   | 17. oder 18. Jahrhundert | kleines verputztes Fachwerkhaus, wohl aus dem 17. oder 18. Jahrhundert; Gesamtanlage mit Fachwerkscheune und Schuppen, 18. Jahrhundert                             | BW   |
| Wohnhaus            | Ortsstraße 20 Lage   | 17. oder 18. Jahrhundert | Fachwerkhaus, verkleidet, wohl aus dem 17. oder 18. Jahrhundert | BW   |
| Wohnhaus            | Ortsstraße 26 Lage   | 17. oder 18. Jahrhundert | Fachwerkhaus, verputzt und verschiefert, wohl aus dem 17. oder 18. Jahrhundert                                                                                     | BW   |
| Wohnhaus            | Ortsstraße 42 Lage   | 17. oder 18. Jahrhundert | Fachwerkhaus, teilweise massiv, verputzt und verschiefert, wohl aus dem 17. oder 18. Jahrhundert                                                                   | BW   |
| Schulhaus           | Ortsstraße 47 Lage   | 1897                     | ehemalige Schule; eingeschossiger Klinkerbau, 1897 | BW   |
| Evangelische Kirche | Ortsstraße 47a Lage  | 1738                     | dreiachsiger Mansarddachbau, 1738 | BW   |
| Wohnhaus            | Rathausstraße 5 Lage | 17. oder 18. Jahrhundert | Fachwerkhaus, verkleidet, wohl aus dem 17. oder 18. Jahrhundert; Gesamtanlage mit Fachwerkscheune, bezeichnet 1837, Hofgitter, um 1900                             | BW   |
| Wohnhaus            | Rathausstraße 9 Lage | 17. oder 18. Jahrhundert | verputztes Fachwerkhaus, wohl aus dem 17. oder 18. Jahrhundert; Gesamtanlage mit Scheune und Stall                                                                 | BW   |
| Wohnhaus            | Waldstraße 2/4 Lage  | 18. Jahrhundert          | Fachwerkhaus, teilweise verputzt, 18. Jahrhundert, Bleisprossenfenster aus dem 19. Jahrhundert; Gesamtanlage mit Stallscheune, 18. Jahrhundert, hölzerner Schuppen | BW   |